# Худкар-Махале
Худкар-Махале (перс. خودكارمحله) — село в Ірані, у дегестані Чубар, у бахші Хавік, шагрестані Талеш остану Ґілян. За даними перепису 2006 року, його населення становило 103 особи, що проживали у складі 21 сім'ї.